# MyEnigma
myEnigma war ein Anwendungsprogramm für internetfähige Mobiltelefone (“App”) zum verschlüsselten Austausch von Daten. Die App gehörte zur Kategorie der Instant-Messaging Apps. myEnigma nutzte die Ende-zu-Ende Verschlüsselung, mit welcher Sender und Empfänger Chats, SMS und Multimedia-Dateien verschlüsselt austauschen konnten. Der Service wurde am 1. April 2016 eingestellt, die vorher kostenlose App für Android, Blackberry und iOS wird in den Stores nicht mehr angeboten. myEnigma wurde vom Schweizer Unternehmen Qnective entwickelt.
Der Name „Enigma“ leitet sich vom Griechischen „Ainigma“ (αἴνιγμα, „Rätsel“) ab und spielt auf die historische Verschlüsselungsmaschine Enigma an.

## Sicherheit
Nach nicht verifizierbaren Angaben der Herstellerin verschlüsselte myEnigma Textnachrichten, SMS und Multimedia-Inhalte mit einer AES 256bit Ende-zu-Ende Verschlüsselung. Das bedeutet: Die Daten wurden beim Sender ver- und erst beim Empfänger wieder entschlüsselt. Über den Server (Standort Schweiz) liefen sie komplett verschlüsselt und können weder von den Betreibern selbst noch vom Mobilnetzanbieter eingesehen werden. Die App setzte dabei auf einen symmetrischen Schlüssel, was den Nachteil hatte, dass die Kommunikation gelesen werden kann, falls der Zugriff auf das Gerät gelingt. Um dem vorzubeugen, wurde dieser Schlüssel alle drei Tage automatisch ausgewechselt.

## Funktionen
Benutzer können im Einzel- oder Gruppen-Chat Nachrichten und Multimedia-Dateien wie Videos, Fotos oder Audiodateien bis zu einer Größe von 20 MB verschlüsselt übermitteln. Im Gruppen-Chat sind bis zu 30 Mitglieder zugelassen. Die App verfügt über einen sicheren SMS-Modus, der unter myEnigma-Benutzern verschlüsselte SMS-Nachrichten versenden kann. So müssen die Nutzer bei Internetstörungen oder im Ausland nicht auf sichere Kommunikation verzichten.

## Verfügbarkeit
Im Januar 2016 gab der Anbieter Qnective auf der Website bekannt, sich in Zukunft auf kommerzielle sichere Kommunikationsservices konzentrieren zu wollen, da die Pflege der kostenlosen Apps nicht mehr geleistet werden könne. Anfangs handelte es sich um die Idee, interessierten Anwendern einen verschlüsselten Messenger zur Verfügung zu stellen. Nachdem im Laufe des Angebots die App mehr als 450.000 mal heruntergeladen wurde, kamen die Server der Firma Qnective dem Datenaufkommen nicht mehr nach. Der Service wurde ab 1. April eingestellt. Die seit längerem nicht mehr aktualisierten Apps wurden aus den Android- und Apple-Stores entfernt.
Zuvor war myEnigma für Android, Blackberry und iOS kostenlos im jeweiligen App Store verfügbar.
Die App war auf Englisch (seit März 2013), Deutsch (seit Oktober 2013), Italienisch (seit April 2014), Spanisch und Portugiesisch (beide seit Mai 2014) erhältlich.

## Registrierung und Kontakte
Die Registrierung geschieht über die Telefonnummer des Benutzers. Die Telefonnummer ist zugleich die Konto-ID.
Die App sucht im Telefonbuch nach bereits vorhandenen Kontakten. Mit einem TLS-Verschlüsselungsprotokoll baut sie eine Verbindung zum Server auf, um die Kontaktdaten zu übertragen. Dabei greift sie nur auf die Telefonnummern zu. Diese werden mit einem Hash-Verfahren anonymisiert und mit den bereits anonymisierten Telefonnummern von myEnigma-Benutzern verglichen. Dann erfolgt die Rückmeldung an die App, mit welchen Kontakten sie sich verbinden kann. Der Betreiber will damit gewährleisten, dass die Daten nicht missbraucht werden und sowohl im Übertragungsweg als auch auf dem Server anonymisiert bleiben.

## Betreiber
Entwickelt wurde die App von Sicherheits- und Kryptographieexperten der Firma Qnective mit Sitz in Zürich. Die Kompetenz des Schweizer Unternehmens liegt in erster Linie im Design, der Entwicklung und dem Betrieb von mobilen Sicherheitslösungen für Unternehmen, Regierungen und öffentliche Organisationen im B2B-Bereich. Die App myEnigma war für Privatpersonen gedacht, die ihre tägliche Kommunikation per Chat oder SMS verschlüsseln und damit schützen möchten.